# Marcus Daniell
Marcus Daniell (n. 9 de noviembre de 1989) es un jugador profesional de tenis nacido en la región de Wairarapa, Nueva Zelanda.
Daniell es además activo en el movimiento del altruismo eficaz a través de su trabajo como fundador de High Impact Athletes y como miembro de Giving What We Can.

## Carrera
Comenzó a jugar tenis a los cinco años de edad. Utiliza el revés a dos manos. Ganó su primer punto de ATP a los 17 años en 2007 en un torneo future disputado en Nottingham. Su jugador preferido es Andy Murray.
Su ranking individual más alto fue el No. 500 alcanzado el 21 de julio de 2014, mientras que en dobles logró el puesto N.º 42 el 20 de marzo de 2017.
Ha cosechado hasta el momento 4 títulos en la modalidad de dobles. Dos de ellos de la categoría ATP World Tour 250 y dos de la ATP Challenger Series.
En 2010 dio la sorpresa en el torneo de dobles de Torneo de Auckland. Allí fue invitado por la organización para participar en la modalidad de dobles y conoció a su pareja, Horia Tecau, un día antes del comienzo del torneo. Juntos levantaron el trofeo tras victorias sobre parejas de renombre mundial, en lo que fue el primer torneo de ATP en que participó Daniell.

### 2014
En febrero del año 2014, ganó el títulos de dobles del Challenger de Adelaida, disputado en Australia. Lo hizo junto al estadounidense Jarmere Jenkins como pareja y derrotaron en la final a la pareja australiano-neozelandesa formada por Dane Propoggia y Jose Rubin Statham. En el mes de julio ganó el Challenger de Granby teniendo a su compatriota Artem Sitak como pareja. Derrotaron en la final a Jordan Kerr y Fabrice Martin por 7-65, 5-7, 10-5.

### Copa Davis
Desde el año 2010 es participante del Equipo de Copa Davis de Nueva Zelanda. Tiene en esta competición un récord total de partidos ganados/perdidos de 4/4 (1/0 en individuales y 3/4 en dobles).

## Juegos Olímpicos

### Dobles

#### Medalla de Bronce
| Año  | Torneo     | Pareja        | Oponentes en la final           | Resultado   |
| 2021 | Tokio 2020 | Michael Venus | Austin Krajicek Tennys Sandgren | 7-6(3), 6-2 |

## Títulos ATP (5; 0+5)

### Dobles (5)
| Leyenda                         |
| Grand Slam (0)                  |
| ATP Wourld Tour Finals (0)      |
| ATP Masters 1000 World Tour (0) |
| ATP World Tour 500 series (0)   |
| ATP World Tour 250 series (5)   |

| N.º | Fecha                 | Torneo      | Superficie    | Pareja         | Oponentes en la final             | Resultado           |
| --- | --------------------- | ----------- | ------------- | -------------- | --------------------------------- | ------------------- |
| 1.  | 11 de enero de 2010   | Auckland    | Dura          | Horia Tecău    | Marcelo Melo Bruno Soares         | 7-5, 6-4            |
| 2.  | 8 de febrero de 2015  | Montpellier | Dura (i)      | Artem Sitak    | Dominic Inglot Florin Mergea      | 6-3, 4-6, [16-14]   |
| 3.  | 12 de junio de 2016   | Stuttgart   | Hierba        | Artem Sitak    | Oliver Marach Fabrice Martin      | 6-7(4), 6-4, [10-8] |
| 4.  | 6 de enero de 2019    | Brisbane    | Dura          | Wesley Koolhof | Rajeev Ram Joe Salisbury          | 6-4, 7-6(6)         |
| 5.  | 17 de octubre de 2020 | Cerdeña     | Tierra batida | Philipp Oswald | Juan Sebastián Cabal Robert Farah | 6-3, 6-4            |

#### Finalista (10)
| N.º | Fecha                 | Torneo           | Superficie    | Pareja            | Oponentes en la final                | Resultado           |
| --- | --------------------- | ---------------- | ------------- | ----------------- | ------------------------------------ | ------------------- |
| 1.  | 17 de julio de 2016   | Bastad           | Tierra batida | Marcelo Demoliner | Marcel Granollers David Marrero      | 2-6, 3-6            |
| 2.  | 5 de marzo de 2017    | São Paulo        | Tierra batida | Marcelo Demoliner | Rogério Dutra Silva André Sá         | 6-7(5), 7-5, [7-10] |
| 3.  | 27 de mayo de 2017    | Lyon             | Tierra batida | Marcelo Demoliner | Andrés Molteni Adil Shamasdin        | 3-6, 6-3, [5-10]    |
| 4.  | 1 de octubre de 2017  | Chengdú          | Dura          | Marcelo Demoliner | Jonathan Erlich Aisam-ul-Haq Qureshi | 3-6, 6-7(3)         |
| 5.  | 25 de febrero de 2018 | Marsella         | Dura (i)      | Dominic Inglot    | Raven Klaasen Michael Venus          | 7-6(2), 3-6, [4-10] |
| 6.  | 21 de octubre de 2018 | Estocolmo        | Dura (i)      | Wesley Koolhof    | Luke Bambridge Jonny O'Mara          | 5-7, 6-7(8)         |
| 7.  | 28 de abril de 2019   | Budapest         | Tierra batida | Wesley Koolhof    | Ken Skupski Neal Skupski             | 3-6, 4-6            |
| 8.  | 15 de junio de 2019   | 's-Hertogenbosch | Hierba        | Wesley Koolhof    | Dominic Inglot Austin Krajicek       | 4-6, 6-4, [4-10]    |
| 9.  | 18 de enero de 2020   | Auckland         | Dura          | Philipp Oswald    | Luke Bambridge Ben McLachlan         | 6-7(3), 3-6         |
| 10. | 12 de marzo de 2021   | Doha             | Dura          | Philipp Oswald    | Aslán Karatsev Andréi Rubliov        | 5-7, 4-6            |

## ATP Challenger Tour
| N.º | Fecha      | Torneo                 | Superficie | Pareja          | Oponentes en la final             | Resultado       |
| --- | ---------- | ---------------------- | ---------- | --------------- | --------------------------------- | --------------- |
| 1.  | 09.02.2014 | Challenger de Adelaida | Dura       | Jarmere Jenkins | Dane Propoggia Jose Rubin Statham | 6-4, 6-4        |
| 2.  | 19.07.2014 | Challenger de Granby   | Dura       | Artem Sitak     | Jordan Kerr Fabrice Martin        | 7-65, 5-7, 10-5 |